# Ceratojoppa insperata
Ceratojoppa insperata är en stekelart som först beskrevs av Tosquinet 1896.  Ceratojoppa insperata ingår i släktet Ceratojoppa och familjen brokparasitsteklar. Inga underarter finns listade i Catalogue of Life.